# Jonathan Ligali
Jonathan Ligali (Montpellier, 28 de maio de 1991) é um futebolista profissional francês que atua como goleiro.

## Carreira
Jonathan Ligali começou a carreira no Montpellier.